# Charlotte de Saxe-Meiningen
Marie Charlotte Amalie Ernestine Wilhelmine Philippine de Saxe-Meiningen (11 septembre 1751, Francfort-sur-le-Main – 25 avril 1827, Gênes) est par sa naissance un membre de la famille de Saxe-Meiningen, fille d'Antoine-Ulrich de Saxe-Meiningen et de Charlotte-Amélie de Hesse-Philippsthal et par son mariage avec Ernest II de Saxe-Gotha-Altenbourg, un membre de la famille de Saxe-Gotha-Altenbourg et duchesse consort de Saxe-Gotha-Altenbourg (en).

## Famille
Quatre enfants sont nés de son mariage en 1769 avec Ernest II de Saxe-Gotha-Altenbourg (1745-1804) :
- Ernest (1770-1779)
- Auguste (1772-1822), duc de Saxe-Gotha-Altenbourg
- Frédéric (1774-1825), duc de Saxe-Gotha-Altenbourg
- Louis (1777-1777)

## Biographie
Tout comme son mari, elle s'intéresse à l'astronomie et elle fait des calculs et des observations pour Franz Xaver von Zach. 
Elle participe aussi au Premier congrès européen de 1798 à l'observatoire de Seeberg.